# 莱特鲁瓦巴桑
莱特鲁瓦巴桑（法語：Les Trois-Bassins，法語發音：[le tʁwa basɛ̃]，意为“三个盆地”）是法国海外省留尼汪的一个市镇，属于圣保罗区。

## 地理
莱特鲁瓦巴桑（21°6'21"S, 55°17'42"E）面积42.58 平方千米，位于法国海外省留尼汪。
与莱特鲁瓦巴桑接壤的市镇（或旧市镇、城区）包括：锡拉奥斯、圣勒、圣保罗。
莱特鲁瓦巴桑的时区为UTC+04:00。

## 行政
莱特鲁瓦巴桑的邮政编码为97426，INSEE市镇编码为97423。

## 政治
莱特鲁瓦巴桑所属的省级选区为圣勒县。

## 人口

1962-2008年间莱特鲁瓦巴桑人口变化图示

莱特鲁瓦巴桑于2022年1月1日时的人口数量为7113人。